# 京都府道441号八木停車場線
京都府道441号八木停車場線（きょうとふどう441ごう やぎていしゃじょうせん）は、京都府南丹市を通る一般府道である。

## 概要
南丹市八木町八木のJR西日本山陰本線 八木駅前から八木交差点に至る。八木町地区の玄関口にあたる府道。

### 路線データ
- 起点：南丹市八木町八木（JR西日本山陰本線 八木駅前）
- 終点：南丹市八木町八木（八木交差点、国道9号・国道477号」交点）

## 地理

### 通過する自治体
- 南丹市

### 交差する道路
| 交差する道路               | 交差する場所 | 交差する場所      |
| -------------------------- | ------------ | ----------------- |
| 国道9号 / 山陰道 国道477号 | 八木町八木   | 八木交差点 / 終点 |

### 沿線
- JR西日本山陰本線 八木駅
- 南丹市役所 八木支所（旧八木町役場）